# Karepićův palác
Karepićův palác (chorvatsky Palača Karepić) se nachází v chorvatském městě Split. Historická a památkově chráněná stavba se nachází na adrese Iza Lože 9, v bezprostřední blízkosti Staré radnice (chorvatsky Stara gradska vijećnica), s níž je propojena spojovacím mostem. Je evidována v katalogu chorvatských kulturních památek pod číslem Z-5654.
Dům má název podle trogirského šlechtického rodu Karepićů, který se ve středověku přestěhoval do Splitu. Rod vlastnil dům až do 16. století, kdy jej získal rod Gorizio. Stejně jako v době svého vzniku má i ve 21. století palác smíšené využití; a to jak jako byty, tak částečně slouží jako kanceláře. Vstup do budovy je ze severní strany od ulice Iza lože. Dochovány jsou gotické prvky na fasádě budovy. Současná podoba stavby pochází z roku 1564, kdy jej nechal přestavět poslední z Karepićů, Ivan Karepić do renesanční podoby. Letopočet se nachází na jižním průčelí stavby.  